# Metil aminolevulinat
Metil aminolevulinat (MAL, Metviks) je prolek koji se metaboliše do protoporfirina IX. On se koristi u fotodinamičkoj terapiji. Metviks krema se primenjuje topikalno. 

## Odobrenja i indikacije
Metil aminolevulinat je odobren u mnogim zemljama za tretman nemelanomnog raka kože. Ovaj lek je odobren u Novom Zelandu za tretmant karcinoma bazalnih ćelija.
On ima izvesne prednosti u odnosu na Levulan.

## Spoljašnje veze
|  | Molimo Vas, obratite pažnju na važno upozorenje u vezi sa temama iz oblasti medicine (zdravlja). |